# François-Bernard de Munck
Pour les articles homonymes, voir De Munck.
 (septembre 2022).
Si vous disposez d'ouvrages ou d'articles de référence ou si vous connaissez des sites web de qualité traitant du thème abordé ici, merci de compléter l'article en donnant les références utiles à sa vérifiabilité et en les liant à la section « Notes et références ».
François-Bernard de Munck, né le 29 octobre 1794 à Saint-Nicolas et mort le 29 juin 1855 à Saint-Nicolas, est un homme politique belge.

## Mandats et fonctions
- Bourgmestre de Saint-Nicolas  :
- Membre des États provinciaux :
- Membre du Sénat belge :